# Inverzni agonist
Inverzni agonist u farmakologiji je agens koji se vezuje za isto receptorsko mesto-vezivanja kao i agonist tog receptora i poništava konstitutivnu aktivnost receptora. Inverzni agonisti imaju suprotan farmakološki efekat u odnosu na agoniste. Inverzni agonisti su efikasni na određenim vrstama receptora (npr., pojedinim histaminskim receptorima i GABA receptorima) koji imaju unutrašnju aktivnost bez dejstva liganda (konstitutivnu aktivnost.)
Receptorski agonisti, |antagonisti i inverzni agonisti se vezuju za iste tipove receptora. Farmakološki efekat inverznog agonista se meri negativnom vrednošću agonista. Ako agonist ima pozitivno vrednost a inverzni agonist negativnu, antagonist vraća oba, agonist i inverzni agonist, u neutralno stanje.
Jedan poseban primer je Ro15-4513, koji je inverzni agonist benzodiazepinske klase lekova (kao što su alprazolam i diazepam). Ro15-4513 i benzodiazepini dejstvuju na isto GABA-vezujuće mesto na neuronima, ali Ro15-4513 ima suprotni efekat, i uzrokuje anksioznost umesto sedacije. Slično tome beta-karbolini mogu da prouzrokuju anksioznost i napade, dok blokiraju efekte benzodiazepina.

## Literatura
1. ↑  Kenakin T (2004). „Principles: receptor theory in pharmacology”. Trends Pharmacol. Sci. 25 (4): 186—92. PMID 15063082. doi:10.1016/j.tips.2004.02.012.
2. ↑  Mehta AK, Ticku MK (1988). „Ethanol potentiation of GABAergic transmission in cultured spinal cord neurons involves gamma-aminobutyric acidA-gated chloride channels”. J. Pharmacol. Exp. Ther. 246 (2): 558—64. PMID 2457076. Архивирано из оригинала 31. 05. 2021. г. Приступљено 18. 11. 2010.
3. ↑  Sieghart W (1994). „Pharmacology of benzodiazepine receptors: an update”. J Psychiatry Neurosci. 19 (1): 24—9. PMC 1188559 . PMID 8148363.

## Dodatna literatura
- Jeffries WB (17. 02. 1999). „Inverse Agonists for Medical Students”. Office of Medical Education - Courses - IDC 105 Principles of Pharmacology. Creighton University School of Medicine - Department of Pharmacology. Приступљено 12. 08. 2008.[мртва веза]